# Murat (Bari)
Il quartiere Murat è un quartiere di Bari, si estende tra la ferrovia e, a nord, in piccola parte la costa e la Città vecchia, con cui costituisce l'odierno centro della città.
Il quartiere Murat, che assieme al centro storico costituisce parte del I municipio dal 2014 (ex IX circoscrizione), centro pulsante della città capoluogo pugliese, confina:
- a nord con il quartiere San Nicola;
- a est con il quartiere Madonnella;
- a sud con i quartieri Carrassi, Picone e San Pasquale;
- a ovest con il quartiere Libertà.

## Descrizione
Il quartiere prende nome da Gioacchino Murat, il quale iniziò, durante il suo governo a capo del Regno di Napoli (che gli fu assegnato da Napoleone Bonaparte, del quale era cognato), la costruzione della nuova zona barese a ridosso dell'antica città medievale. La prima casa del nuovo borgo fu costruita nel 1816.
Fu infatti Murat a promulgare il decreto di costruzione del "borgo nuovo" (o "gioacchino", poi "muratiano") in una zona pianeggiante a sud del vecchio centro, mentre le mura che cingevano la città vecchia vennero smantellate nel 1820 (porta del Castello fu smantellata il 1º marzo 1819).
La zona, caratterizzata dalla maglia urbana ortogonale, ospita Corso Vittorio Emanuele II, Piazza Umberto I ed il palazzo dell'Università degli Studi; lungo via Sparano, arteria commerciale della città di Bari, sorge poi la Chiesa di san Ferdinando, importante luogo di culto risalente al XIX secolo.
Durante il periodo fascista e nel secondo dopoguerra a partire dal 1954, il quartiere fu oggetto di una controversa modernizzazione,  dai generali esiti  considerati "orribili e deprimenti " sia nell'architettura littoria, tipica del regime fascista, che nella cementificazione degli anni 50 e 60 che riguardò oltre 200 edifici che sostituirono e spesso deturparono il vecchio centro storico. Solo  alcuni degli edifici disegnati da Sangirardi,  alcuni progetti dello studio "Vittorio Chiaia e Massimo Napolitano" e alcune realizzazioni di Saverio Dioguardi, che talvolta riuscì a mantenere uno stile personale e innovativo anche nell'architettura "di regime", vengono considerati di interesse architettonico.